# Mosquiteiro

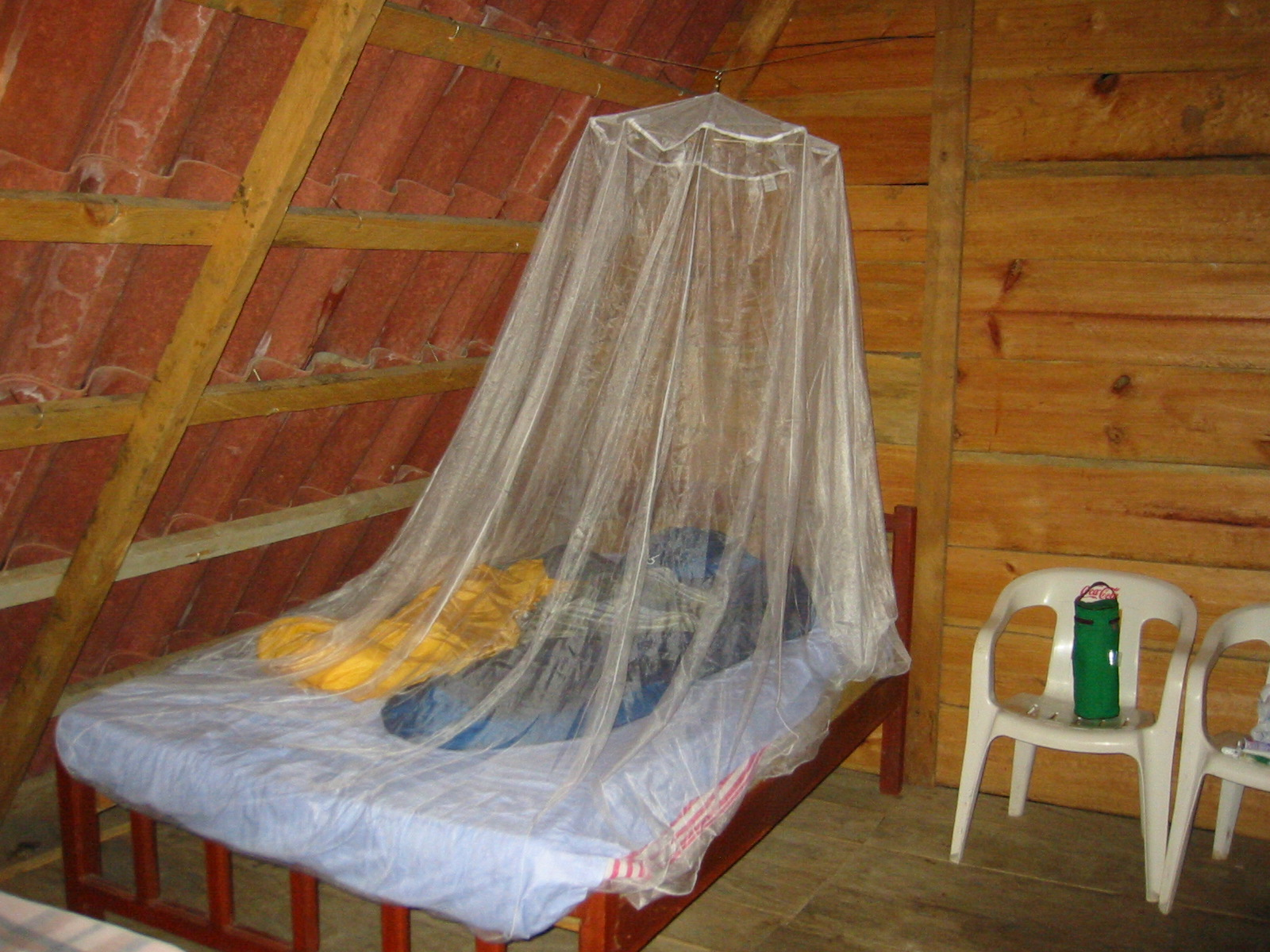
Rede mosquiteira.

Mosquiteiro ou rede mosquiteira (às vezes também rede anti-mosquito) é uma rede de protecção contra mosquitos do gênero Anopheles para evitar a infecção com a malária. No sentido mais amplo, é uma rede protetora contra insectos em geral.
Um mosquiteiro consiste de uma rede fabricada com fibras sintéticas finas em poliéster ou náilon que evite a entrada de insectos mas possibilita uma circulação suficiente de ar. A rede é empregada como uma barraca sobre uma cama ou rede de descanso.
Nos anos 80 foram desenvolvidos redes mosquiteiros impregnados com inseticidas como piretróides para afugentar e matar mosquitos (em inglês: Insecticide Treated Nets, ITN), com a desvantagem da perda da impregnação após diversas lavagens. Por isso, a indústria desenvolveu mosquiteiros de longa vida (em inglês: Long-lasting Insecticidal Mosquito Nets, LLINs) que usam inseticidas tratadas com um agente aglutinante, evitando a perda da impregnação por mais tempo.